# Hoya flavescens
Hoya flavescens ist eine Pflanzenart der Gattung der Wachsblumen (Hoya) aus der Unterfamilie der Seidenpflanzengewächse (Asclepiadoideae).

## Merkmale
Hoya flavescens ist ein epiphytischer, kletternder Halbstrauch mit fadenförmigen, biegsamen Trieben. Die im Querschnitt runden Triebe sind verzweigt, aber wenig beblättert. Die Blätter sind gestielt, die Blattstiele sind 0,5 bis 1,5 cm lang und dick fleischig. Sie sind auf der Oberseite rinnig eingetieft. Die ausgebreiteten, ein wenig fleischigen Blattspreiten sind länglich oder lanzettlich-länglich, und 10 bis 16 cm lang und mittig 3,7 bis 4,3 cm breit. Der Apex ist zugespitzt, die Basis ist annähernd keilförmig bis gerundet. Die Oberseite weist eine Längsrinne auf.
Der doldenförmige Blütenstand enthält 10 bis 20 Blüten. Der Blütenstandsstiel und die Blütenstiele sind zierlich und kahl. Der Blütenstandsstiel ist 5,5 bis 6,5 cm lang, die Blütenstiele sind bis 1,7 cm lang. Die außen kahlen Kelchblätter sind eiförmig, ca. 1,5 mm lang und stumpf. Die Blütenkrone misst ca. 1,6 cm im Durchmesser. Sie ist radförmig, außen kahl, innen dicht und fein papillös. Die Kronblattzipfel sind eiförmig und laufen stumpf-spitz zu. Die Ränder sind zurück gebogen. Die Nebenkrone sind waagrecht ausgebreitet. Die Nebenkronenzipfel sind 0,3 cm lang und flaumig behaart. Sie sind waagrecht ausgebreitet. Der äußere Fortsatz ist stumpf, der innere länglich-elliptische Fortsatz stumpf-gespitzt.  Die Pollinien sind länglich mit schief nach innen abfallenden Apex. Die Caudiculae sind sehr kurz. Das Corpusculum ist rhombisch und hat nur ein Drittel der Länge der Pollinien.

## Ähnliche Arten
Die Blüten ähneln denjenigen von Hoya ischnopus Schltr. Die Blütenkrone ist etwas kleiner, und die Kronblattzipfel sind nur teilweise papillös; Basis und Mitte sind kahl. Hoya marginata Schltr. vom Bismarck-Archipel besitzt ebenfalls Blüten, die an den Rändern dicht behaart sind und ansonsten innen papillös sind. Diese Art hat aber schmalere und kleinere Blätter. Die Nebenkronenzipfel sind viel breiter. Simone Merdon-Bennack führt auch Hoya kenejiana als sehr ähnlich auf.

## Geographische Verbreitung und Habitat
Die Art kommt im Kani-Gebirge in Papua-Neuguinea. Schlechter fand sie in Bäumen ca. 800 m über Meereshöhe. Rudolf Schlüter fand die Art blühend im April 1908.

## Taxonomie
Das Taxon wurde 1913 von Rudolf Schlechter beschrieben. Der Holotypus wird im Herbarium des Botanischen Garten in Berlin unter der Nummer Schlechter n. 17.623 aufbewahrt. Die Plants of the World online akzeptiert Hoya bandaensis als gültiges Taxon.
Nach einer Untersuchung der Hoya-Arten Neuguineas der Botanikerinnen Nathanielle Simonsson Juhonewe und Michelle Rodda im Jahr 2017 bildet Hoya flavescens mit einer Reihe sehr ähnlicher Arten, die alle Endemiten Neuguineas sind (H.dimorpha F.M.Bailey,  H.dischorensis Schltr., H.kenejiana Schltr., H.montana Schltr.), den ischnopus-Artenkomplex. Ob der Status eigenständiger Arten gerechtfertigt ist oder es sich um eine, oder mehrere, polymorphe Arten handelt, müssen künftige Untersuchungen klären.